# Mistrzostwa Europy w Lekkoatletyce 2010 – bieg na 400 m mężczyzn
Bieg na 400 metrów mężczyzn – jedna z konkurencji rozegranych podczas lekkoatletycznych mistrzostw Europy na Estadi Olímpic Lluís Companys w Barcelonie.
W konkurencji wystąpiło trzech reprezentantów Polski: Kacper Kozłowski, Marcin Marciniszyn oraz Piotr Klimczak.

## Terminarz
| Data     | Godzina |            |
| -------- | ------- | ---------- |
| 27 lipca | 11:00   | Eliminacje |
| 28 lipca | 19:00   | Półfinał   |
| 30 lipca | 21:25   | Finał      |

## Rekordy
Tabela prezentuje rekord świata, Europy oraz mistrzostw Europy, a także najlepsze rezultaty w Europy i na świecie w sezonie 2010 przed rozpoczęciem mistrzostw.
| Rekord świata            | Michael Johnson   | 43,18 | Sewilla   | 26 sierpnia 1999 |
| Rekord Europy            | Thomas Schönlebe  | 44,33 | Rzym      | 3 września 1987  |
| Rekord mistrzostw Europy | Iwan Thomas       | 44,72 | Budapeszt | 21 sierpnia 1998 |
| Listy światowe           | Jermaine Gonzales | 44,40 | Monako    | 22 lipca 2010    |
| Listy europejskie        | Jonathan Borlée   | 44,77 | Paryż     | 16 lipca 2010    |

## Rezultaty
| WR - rekord świata \| CR - rekord mistrzostw \| NR - rekord kraju \| AR - rekord kontynentu                    |
| SB - najlepszy wynik w sezonie \| WL - najlepszy tegoroczny wynik na listach światowych \| PB - rekord życiowy |

### Kwalifikacje
Do zawodów przystąpiło 33 zawodników z 18 krajów. Biegacze zostali podzieloni na pięć grup eliminacyjnych.
| Miejsce | Bieg | Zawodnik             | Rezultat | Uwagi |
| ------- | ---- | -------------------- | -------- | ----- |
| 1       | 5    | Michael Bingham      | 45,49    | Q     |
| 2       | 1    | Kévin Borlée         | 45,71    | Q     |
| 3       | 1    | Martyn Rooney        | 45,72    | Q     |
| 4       | 5    | Leslie Djhone        | 45,79    | Q     |
| 5       | 3    | David Gillick        | 45,84    | Q     |
| 6       | 2    | Jonathan Borlée      | 45,91    | Q     |
| 7       | 5    | Kacper Kozłowski     | 45,97    | Q     |
| 8       | 3    | Dmytro Ostrowski     | 45,98    | Q     |
| 9       | 1    | Andrea Barberi       | 46,05    | Q SB  |
| 10      | 5    | Marco Vistalli       | 46,06    | Q     |
| 11      | 4    | Władimir Krasnow     | 46,07    | Q     |
| 12      | 1    | Catalin Cîmpeanu     | 46,17    | Q PB  |
| 13      | 4    | Teddy Venel          | 46,18    | Q     |
| 14      | 1    | Maksim Dyłdin        | 46,21    | q     |
| 15      | 2    | Yannick Fonsat       | 46,26    | Q     |
| 16      | 2    | Marcin Marciniszyn   | 46,31    | Q     |
| 17      | 4    | Conrad Williams      | 46,35    | Q     |
| 18      | 3    | Arnaud Destatte      | 46,42    | Q     |
| 19      | 2    | Dimítrios Grávalos   | 46,56    | Q     |
| 20      | 1    | Gordon Kennedy       | 46,63    | q     |
| 21      | 5    | Pétros Kiriakídis    | 46,65    | q SB  |
| 22      | 2    | Sebastjan Jagariniec | 46,75    | q     |
| 23      | 4    | Piotr Klimczak       | 46,81    | Q     |
| 24      | 2    | Mark Ujakpor         | 46,85    | SB    |
| 25      | 2    | Mychajło Knysz       | 46,86    |       |
| 26      | 4    | Brian Gregan         | 46,90    |       |
| 27      | 5    | Wołodymyr Burakow    | 47,03    |       |
| 28      | 3    | Marc Orozco          | 47,19    | Q     |
| 29      | 4    | Máté Lukács          | 47,74    |       |
| 30      | 3    | Hude Nicklas         | 48,65    |       |
| 31      | 1    | Ivano Bucci          | 49,03    |       |
|         | 3    | Clemens Zeller       | DNF      |       |
|         | 3    | Peter Žňava          | DNF      |       |

### Półfinał
Rozegrano trzy biegi półfinałowe. Awans do finału dawało zajęcie pierwszych dwóch miejsce w poszczególnych biegach. Skład finału uzupełniło dwóch zawodników z najlepszymi czasami wśród przegranych. 

#### Bieg I
| Poz. | Tor | Zawodnik            | Reprezentacja   | Czas  | Uwagi     |
| ---- | --- | ------------------- | --------------- | ----- | --------- |
| 1    | 4   | Jonathan Borlée     | Belgia          | 44,71 | Q, NR, EL |
| 2    | 5   | Leslie Djhone       | Francja         | 44,87 | Q         |
| 3    | 6   | Martyn Rooney       | Wielka Brytania | 45,00 | q         |
| 4    | 7   | Marcin Marciniszyn  | Polska          | 45,58 |           |
| 5    | 3   | Andrea Barberi      | Włochy          | 45,63 |           |
| 6    | 2   | Sebastjan Jagarinec | Słowenia        | 46,13 |           |
| 7    | 8   | Dimítrios Grávalos  | Grecja          | 46,30 |           |
| 8    | 1   | Marc Orozco         | Hiszpania       | 46,96 |           |

#### Bieg II
| Poz. | Tor | Zawodnik          | Reprezentacja   | Czas  | Uwagi |
| ---- | --- | ----------------- | --------------- | ----- | ----- |
| 1    | 6   | David Gillick     | Irlandia        | 44,79 | Q, SB |
| 2    | 4   | Michael Bingham   | Wielka Brytania | 44,88 | Q, SB |
| 3    | 3   | Kacper Kozłowski  | Polska          | 45,24 | q, PB |
| 4    | 8   | Marco Vistalli    | Włochy          | 45,38 | PB    |
| 5    | 5   | Teddy Venel       | Francja         | 45,55 | SB    |
| 6    | 2   | Maksim Dyłdin     | Rosja           | 45,66 | SB    |
| 7    | 7   | Arnaud Destatte   | Belgia          | 46,38 |       |
| 8    | 1   | Pétros Kiriakídis | Grecja          | 46,90 |       |

#### Bieg III
| Poz. | Tor | Zawodnik         | Reprezentacja   | Czas  | Uwagi |
| ---- | --- | ---------------- | --------------- | ----- | ----- |
| 1    | 4   | Kévin Borlée     | Belgia          | 45,32 | Q     |
| 2    | 5   | Władimir Krasnow | Rosja           | 45,64 | Q     |
| 3    | 6   | Dmytro Ostrowski | Ukraina         | 45,81 |       |
| 4    | 3   | Yannick Fonsat   | Francja         | 46,03 |       |
| 5    | 7   | Catalin Cîmpeanu | Rumunia         | 46,43 |       |
| 6    | 8   | Conrad Williams  | Wielka Brytania | 46,60 |       |
| 7    | 2   | Piotr Klimczak   | Polska          | 46,68 |       |
| 8    | 1   | Gordon Kennedy   | Irlandia        | 46,72 |       |

### Finał
| Poz. | Tor | Zawodnik         | Reprezentacja   | Czas  | Uwagi |
| ---- | --- | ---------------- | --------------- | ----- | ----- |
|      | 6   | Kévin Borlée     | Belgia          | 45.08 | SB    |
|      | 8   | Michael Bingham  | Wielka Brytania | 45.23 |       |
|      | 1   | Martyn Rooney    | Wielka Brytania | 45.23 |       |
| 4    | 7   | Władimir Krasnow | Rosja           | 45.24 |       |
| 5    | 4   | David Gillick    | Irlandia        | 45.28 |       |
| 6    | 5   | Leslie Djhone    | Francja         | 45.30 |       |
| 7    | 3   | Jonathan Borlée  | Belgia          | 45.35 |       |
| 8    | 2   | Kacper Kozłowski | Polska          | 46.07 |       |